# Hagelstadt
Hagelstadt è un comune tedesco di 2 009 abitanti, situato nel land della Baviera.